# Kid Rock
Robert James Ritchie (født 17. januar 1971), bedre kendt under sit kunstnernavn Kid Rock, er en amerikansk multiinstrumentalist, musikproducer og skuespiller. Han er mest kendt for sin første kommercielle succes, studiealbummet Devil Without a Cause fra 1998, som solgte 13 millioner eksemplarer på verdensplan. Han har været nomineret til en Grammy Award fem gange, og har solgt 25 millioner album på verdensplan.
Han er født i Romeo, Michigan og var en rapper og hiphop performer med 5 udgivelser mellem 1990 og 1997, herunder en genudgivelse og en EP. Efter at have underskrevet en pladekontrakt med Atlantic Records i 1998 fik han en kommerciel succes i rap rock genren bag singlerne "Bawitdaba", "Cowboy" og "Only God Knows Why". Efter Devil Without a Causes succes, udgav han i 2000 The History of Rock, som er en samling af remixede og remastered versioner af sange fra tidligere album samt rock-singlen, "American Bad Ass".
Kid Rocks opfølgende album blev mere rock, country-og blues-orienterede, hvilket startede i 2001 med albummet Cocky. Hans samarbejde med Sheryl Crow på sangen "Picture" var hans første country-hit som lå nr. 4 på Hot 100. Efter albummene Kid Rock i 2003 og Live Trucker i 2006, udgav han i 2007 Rock n Roll Jesus. Albummet indeholder sangen "All Summer Long", som lå nr. 1 i otte lande i Europa og Australien.
I 2010 udgav han Born Free, som bød på den eponyme sang, der blev den politiske kampagne tema for Mitt Romney, der var den republikanske kandidat til præsidentvalget i 2012. Rock udgav Rebel Soul den 19. november 2012. "Lad os Ride", var en krigs hymne til det amerikanske militær, kortlagt lå nr. 105 på Billboard Charts og nr. 8 på rock-listerne. Albummet blev certificeret guld i april 2013.
Kid Rock var fra 2006 til 2008 gift med skuespilleren og modellen Pamela Anderson.

## Diskografi

### Album
- Grits Sandwiches for Breakfast (1990)
- The Polyfuze Method (1993)
- Early Mornin' Stoned Pimp (1996)
- Devil Without a Cause (1998)
- The History of Rock (2000)
- Cocky (2001)
- Kid Rock (2003)
- Live Trucker (2006)
- Rock n Roll Jesus (2007)
- Born Free (2010)
- Rebel Soul (2012)